# Lippia integrifolia
Lippia integrifolia là một loài thực vật có hoa trong họ Cỏ roi ngựa. Loài này được (Griseb.) Hieron. mô tả khoa học đầu tiên năm 1881.